# Nemesio Mosquera
Pour les articles homonymes, voir Mosquera.
Nemesio Edulivio Mosquera Jiménez, né à Lima au Pérou le 19 décembre 1936 et mort dans la même ville le 27 juin 2019, est un footballeur péruvien qui jouait au poste d'attaquant.
Il est le demi-frère de Máximo Mosquera, international péruvien des années 1950.

## Biographie

### Carrière en club
Nemesio Mosquera joue l'essentiel de sa carrière au sein de deux clubs liméniens, le Ciclista Lima et le Deportivo Municipal, entre la fin des années 1950 et le début des années 1970. 
C'est pourtant dans un club du nord du Pérou – le Juan Aurich de Chiclayo – qu'il obtient ses meilleurs résultats : En effet, vice-champion du Pérou en 1968, il participe à la Copa Libertadores l'année suivante, la première du club, compétition où il marque un but en six matchs disputés.

### Carrière en équipe nationale
International péruvien, Nemesio Mosquera reçoit 15 sélections entre 1962 et 1968 (pour deux buts marqués). Il joue le championnat sud-américain de 1963 en Bolivie où il inscrit un but face à l'Équateur (victoire 2-1). 
En outre, il dispute quatre matchs des qualifications à la Coupe du monde 1966 où il marque le premier but de la victoire 6-3 face au Venezuela, le 2 juin 1965 à Caracas.

### Décès
Nemesio Mosquera meurt le 27 juin 2019 à Lima des suites d'une longue maladie.

## Palmarès
Juan Aurich
- Championnat du Pérou :
  - Vice-champion : 1968.